# ایسکینو
ایسکینو (انگلیسی: Iskino) یک شهرک در منطقه شهری اوفای جمهوری باشقیرستان در کشور روسیه است.